# Речане
Вижте пояснителната страница за други значения на Речани.
Речане или Речани (изписване до 1945 Рѣчани, на македонска литературна норма: Речане; на албански: Reçani) е село в Северна Македония, в Община Гостивар.

## География
Селото е разположено в областта Горни Полог югозападно от град Гостивар в подножието на Ничпурската планина.

## История
В началото на XIX век Речане е албанско село в Гостиварска нахия на Тетовска кааза на Османската империя. Според статистиката на Васил Кънчов („Македония. Етнография и статистика“) в 1900 Рѣчани има 1000 жители арнаути мохамедани.
През 1913 година селото попада в Сърбия. Според Афанасий Селишчев в 1929 година Речане е село във Врутокска община в Горноположкия срез и има 214 къщи с 1013 жители албанци.
Според преброяването от 2002 година селото има 1054 жители.
| Националност | Всичко |
| македонци    | 0      |
| албанци      | 1038   |
| турци        | 0      |
| роми         | 0      |
| власи        | 0      |
| сърби        | 0      |
| бошняци      | 0      |
| други        | 16     |

## Личности
Родени в Речане
- Акиф Речани (1904 - 1946), местен лидер на Бали Комбътар